# Friedrich Christoph Hieronymus von Voß

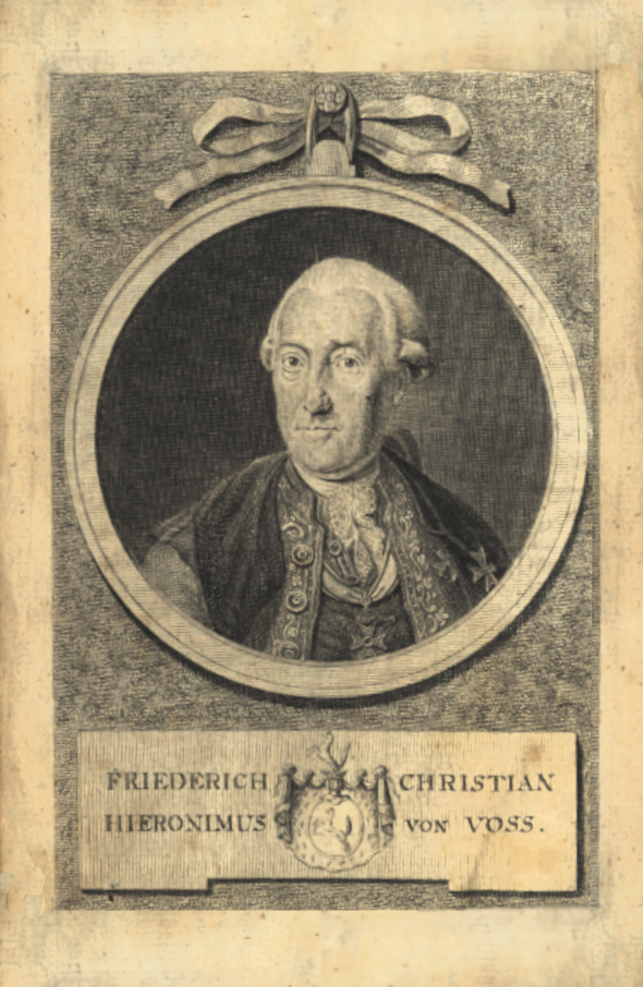
Porträt Friedrich Christoph Hieronymus von Voß (1724–1784)

Friedrich Christoph Hieronymus von Voß, eigentlich Hieronymus von Voß, in der Literatur vielfach als Friedrich Christian Hieronymus von Voß (* 13. November 1724; † 3. Oktober 1784) war preußischer Gesandter am dänischen Hof in Kopenhagen und in Warschau, Obersthofmeister, Geheimer Justizrat und Dompropst des Stiftes zu Havelberg.

## Leben

### Herkunft und Familie

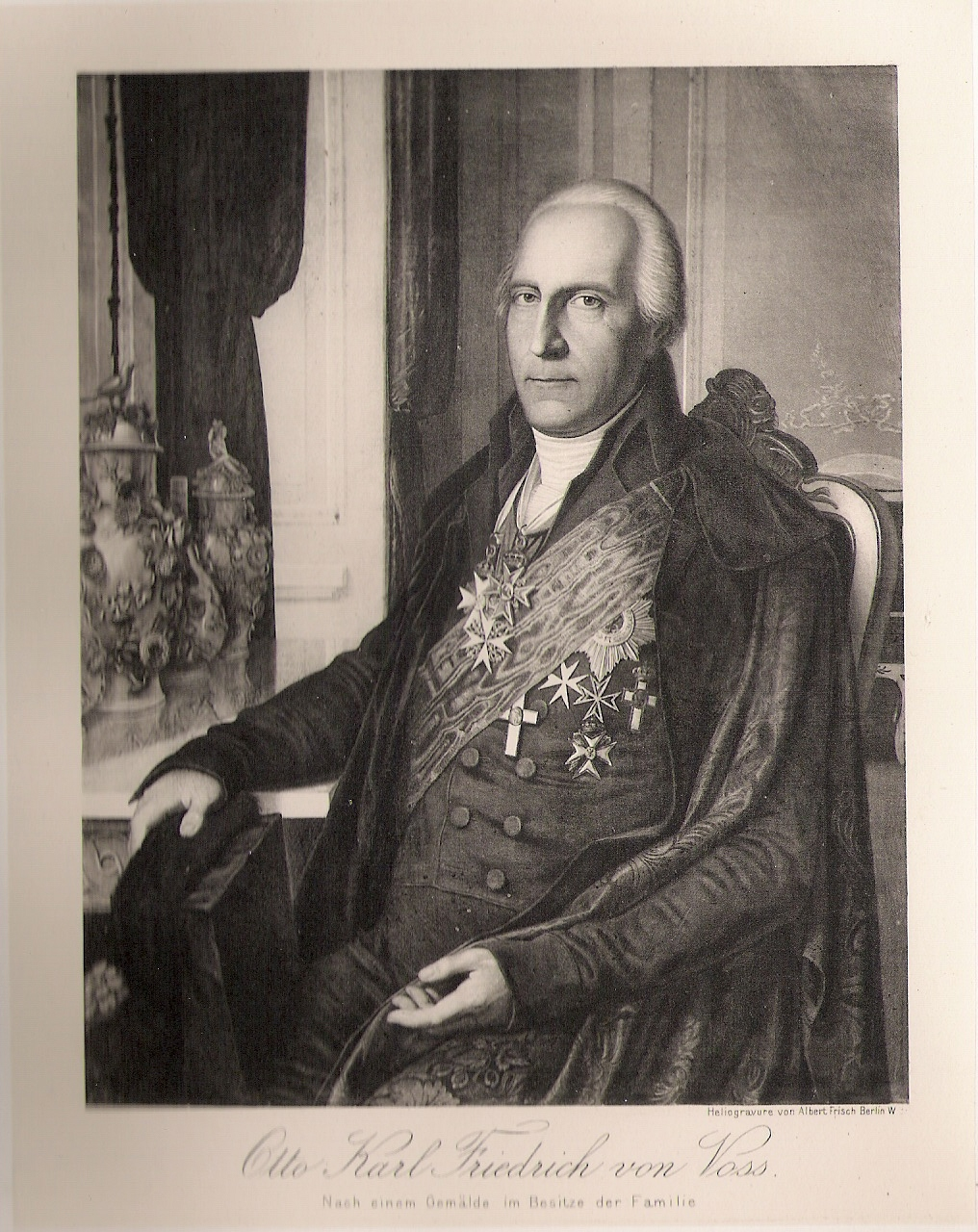
Sohn Otto (Carl Friedrich) von Voß

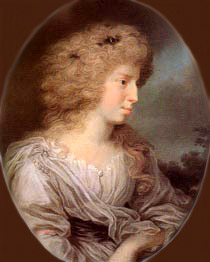
Tochter Julie Amalie Elisabeth von Voß, Gräfin Ingenheim, um 1785

(Friedrich Christoph) Hieronymus von Voß (Nr. 47 der Geschlechtszählung) kam 1724 als ältester Sohn von Friedrich Ernst von Voß (* 5. November 1700 in Flotow; † 1. Januar 1739 in Blumenau (Bayern)), Gutsherr auf Groß Gievitz, Flotow, Rendshagen, Schönau, Trollenhagen und Podewall, und dessen Frau Helena Isabel, geb. von Jasmund (* 14. Dezember 1703 in Strelitz; † 10. Oktober 1775 in Neustrelitz) zur Welt. 1726 wurde sein Bruder Johann Ernst (* 25. Januar 1726; † 26. Mai 1793 in Groß Gievitz) geboren. Für einen weiteren Bruder Ludwig August existieren keine Lebensdaten im Stammbaum.
Friedrich Christoph Hieronymus von Voß heiratete am 15. Februar 1754 in Kritzkow Amaliea Ottilie, geb. von Viereck (* 17. Dezember 1736; † 30. Oktober 1767 in Berlin), Tochter des königlich preußischen Wirklichen Geheimen Etats- und Kriegsrat, späteren dirigierenden Minister Adam Otto (II.) von Viereck (1684–1758).
Aus der Ehe gingen 4 Kinder hervor. Der älteste Sohn Otto (Carl Friedrich), geboren am 8. Juni 1755 geboren, war musikalisch veranlagt, kurz nach seinem 7. Geburtstag versuchte er sich an einer kleinen Arie als Glückwunsch, zum 38. Geburtstag am 13. November 1762, für seinen Vater. „Gott höre dis Wünschen, Gott segne dis Flehen, laß Papachen diß Fest noch viel Jahre begehen“. Im Elternhaus bekam Otto von seinem Vater seine erste Ausbildung. Worauf er dann in Frankfurt an der Oder und in Göttingen ein Studium der Rechte beginnen konnte. Er begründete folgend die genealogische Linie Buch, welche nachfolgend den Grafentitel erhielt, im Stammbaum seines mecklenburgischen Adelsgeschlechts. Der Bruder Albrecht Leopold (* 22. Februar 1763; † 31. Mai 1793) war königlich preußischer Major, Inspektionsadjutant des Generals von Kalkreuth und Rittmeister bei der Belagerung von Mainz. Über Ferdinand Georg Wilhelm Ernst ist nur bekanntgeworden, dass er Obrist war. Die Tochter Julie Amalie Elisabeth, anfangs in morganatischer Ehe mit Preußenkönig Friedrich Wilhelm II. verheiratet, spätere Gräfin Ingenheim, kam am 4. Juli 1766 zu Welt.
Wilhelm von Voß und Ferdinand von Voß-Buch waren Enkel.

### Werdegang
Mit seinem Bruder studierte er Rechtswissenschaft in Halle vom 16. Oktober 1741 und in Leipzig vom 22. Oktober 1743. Durch den Einfluss ihrer Tante Johanna Maria Auguste von Jasmund (kurz Generalin von Pannewitz genannt, da sie mit dem preußischen Generalmajor Wolf Adolf von Pannewitz verheiratet war) fanden er und sein Bruder, mit der Ernennung 1744 zu geheimen Justizräten, Eingang in die preußische Monarchie. Im Juni 1748 wechselte Friedrich aus dem Justizfach in das Amt für auswärtige Angelegenheiten. Bis zu seinem krankheitsbedingten Abschied im Juli 1752 war er Gesandter am dänischen Hof und in Warschau. Friedrich Christoph Hieronymus war um 1765 Generaldirektor der kur- und neumärkischen Landfeuersozietät, erster Deputierter der kurmärkischen Landschaft, sowohl auch der erste Direktor der königlichen Allgemeinen Witwenverpflegungsanstalt. Friedrich Christoph Hieronymus war Erbherr der Güter Buch, Birkholz, Karow, Flothow, Klein Helle, Groß Gievitz, Klein Gievitz und Trollenhagen. Nach Maßgabe des Königs vom 22. April 1766, beschäftigte er sich seit Februar 1767 auf seinem Gut in Buch mit der progressiven Aufhebung und Auseinandersetzung der Gemeinheiten, die er erfolgreich abschloss. Im Jahre 1760 verkaufte von Voß das Gut Trollenhagen an Andreas David von Röpert (1710–1768), der es 1768 seinem Sohn Georg Christoph von Röpert vererbte.
Am 20. Juli 1772 traf ein verheerender Blitzeinschlag (Kugelblitz) die Bucher Kirche und beschädigte sie schwer. Diese Begebenheit erzählte ihm ein örtlicher Naturforscher Schumann, Sohn des ehemaligen Hofmeisters.
Von diesem stattgefundenen Naturereignis gewarnt, verdanken wir von Voß als Patron der Kirche 1778 die Einführung von Blitzableitern in der Kurmark. Er beauftragte Oberconsistorial- und Oberbaurath Johann Esaias Silberschlag, sie auf der Schlosskirche Buch und anderen Gebäuden auf seinem Gut auszuführen.

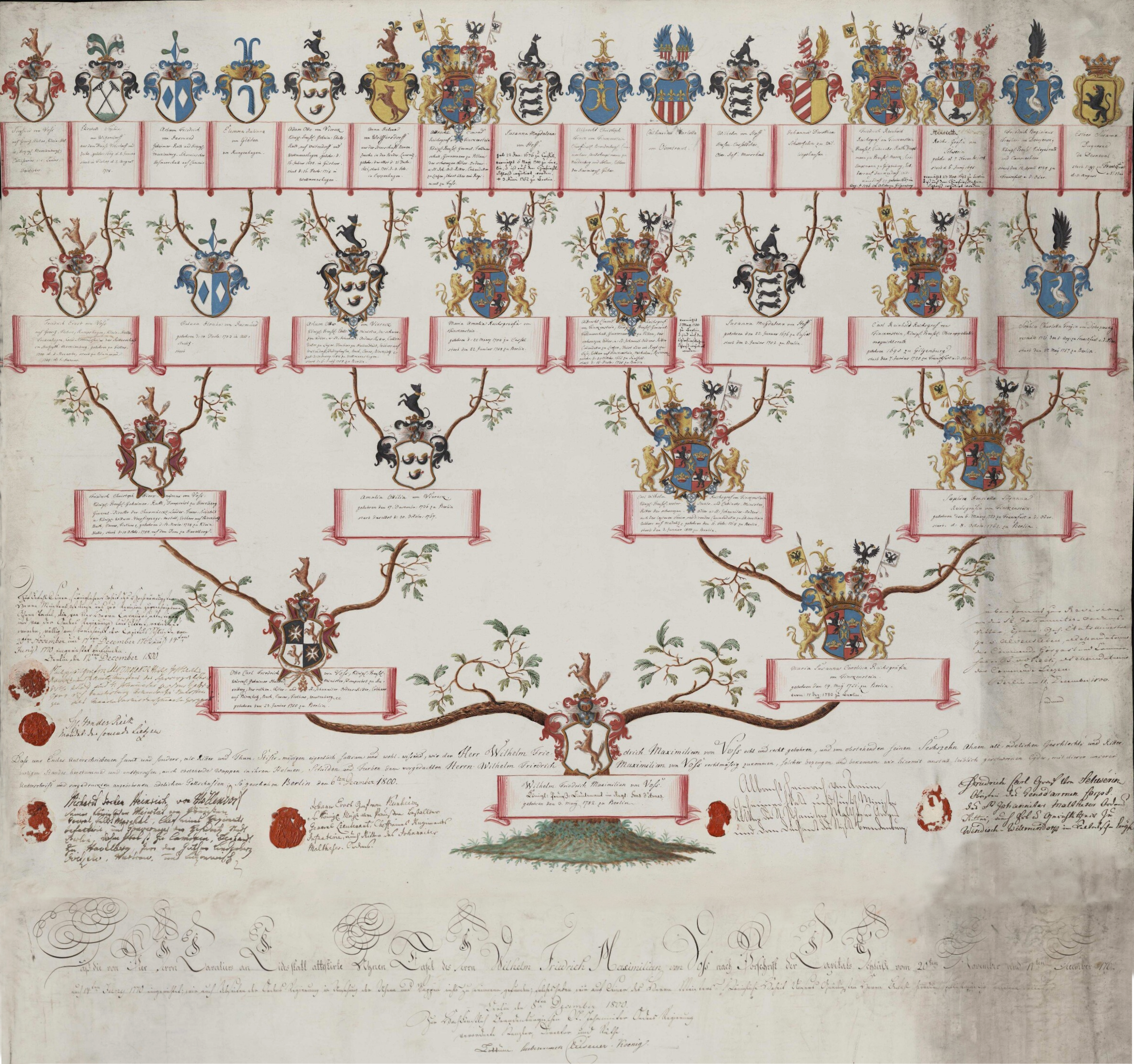
Familienstammbaum des mecklenburgischen Adelsgeschlechts von Voß

## Genealogie
- Gothaisches Genealogisches Taschenbuch der Adeligen Häuser. Der in Deutschland eingeborene Adel (Uradel). 1903. (GGT) Vierter Jahrgang, Justus Perthes, Gotha 1902, S. 875–876.